# ONEラグビー
『ONEラグビー』（わんラグビー）は日本テレビ他で月1回放送しているラグビーユニオン情報番組。正式名称は『ラグビー応援TV　ONEラグビー』。なおラグビーワールドカップ2019期間中はワールドカップ応援TVが番組名についた。

## 概要
番組目的は日本全体が、ラグビーでひとつになるための応援。
かつてサンウルブズの試合ハイライトを行ったことがある。

## 出演者
- 小島瑠璃子(MC) (2018年5月13日 - 2019年8月10日)
- 櫻井翔(MC) (2019年9月6日 - 2022年3月24日)[5]、(2022年5月21日、7月4日)

毎回ゲストが異なる。